# Categoría Primera A 1958
Die Categoría Primera A 1958 war die elfte Austragung der kolumbianischen Fußballmeisterschaft. Die Meisterschaft konnte zum zweiten Mal Santa Fe vor Millonarios gewinnen. Torschützenkönig wurde der Argentinier José Américo Montanini von Atlético Bucaramanga mit 36 Toren.
Die Teilnehmerzahl sank von zwölf auf zehn Mannschaften. Der amtierende Meister Independiente Medellín nahm wegen finanzieller Schwierigkeiten nicht teil. Auch der Lokalrivale Atlético Nacional konnte fast nicht teilnehmen, schaffte es aber noch rechtzeitig, genug Geld zu sammeln. Die Teilnahme wurde außerdem durch eine Kooperation mit Independiente Medellín gesichert, das fünf Spieler an Nacional auslieh, weswegen der Verein als Independiente Nacional teilnahm. Außerdem nahm Unión Magdalena nicht teil und es verschwand Boca Juniors de Cali. Nach vier Jahren Abwesenheit kehrte Atlético Manizales zurück.
Alle Mannschaften spielten viermal gegeneinander.

## Teilnehmer
Die folgenden Vereine nahmen an der Spielzeit 1958 teil.
| Mannschaft                                          | Stadt       | Departamento       |
| --------------------------------------------------- | ----------- | ------------------ |
| América de Cali                                     | Cali        | Valle del Cauca    |
| Atlético Bucaramanga                                | Bucaramanga | Santander          |
| Cúcuta Deportivo                                    | Cúcuta      | Norte de Santander |
| Independiente Nacional                              | Medellín    | Antioquia          |
| Independiente Santa Fe                              | Bogotá      | Bogotá             |
| Atlético Manizales                                  | Manizales   | Caldas             |
| Millonarios                                         | Bogotá      | Bogotá             |
| Deportivo Pereira                                   | Pereira     | Caldas 1           |
| Deportes Quindío                                    | Armenia     | Caldas 1           |
| Deportes Tolima                                     | Ibagué      | Tolima             |
| 1 Quindío und Risaralda wurden erst 1966 gegründet. |             |                    |

## Tabelle
| Pl. | Verein                 | Sp. | S  | U  | N  | Tore    | Diff. | Punkte |
| --- | ---------------------- | --- | -- | -- | -- | ------- | ----- | ------ |
| 1.  | Santa Fe               | 36  | 17 | 14 | 5  | 078:510 | +27   | 48:24  |
| 2.  | Millonarios            | 36  | 20 | 7  | 9  | 068:420 | +26   | 47:25  |
| 3.  | Atlético Bucaramanga   | 36  | 18 | 8  | 10 | 068:540 | +14   | 44:28  |
| 4.  | Deportivo Pereira      | 36  | 18 | 6  | 12 | 060:540 | +6    | 42:30  |
| 5.  | Independiente Nacional | 36  | 14 | 11 | 11 | 066:560 | +10   | 39:33  |
| 6.  | Deportes Tolima        | 36  | 12 | 14 | 10 | 065:610 | +4    | 38:34  |
| 7.  | Cúcuta Deportivo       | 36  | 11 | 11 | 14 | 062:660 | −4    | 33:39  |
| 8.  | Deportes Quindío       | 36  | 10 | 11 | 15 | 068:640 | +4    | 31:41  |
| 9.  | Atlético Manizales     | 36  | 10 | 6  | 20 | 065:980 | −33   | 26:46  |
| 10. | América de Cali        | 36  | 4  | 4  | 28 | 044:980 | −54   | 12:60  |

## Torschützenliste
| Pl. | Spieler                | Mannschaft           | Tore |
| --- | ---------------------- | -------------------- | ---- |
| 1.  | José Américo Montanini | Atlético Bucaramanga | 36   |
| 2.  | Walter Marcolini       | Deportes Quindío     | 35   |
| 3.  | Norberto Sotelo        | Atlético Manizales   | 29   |